# Uvea (øjet)

 Denne artikel bør gennemlæses af en person med fagkendskab for at sikre den faglige korrekthed.
     – bl.a. de latinske betegnelser og infoboksen som er fra den engelske

Uvea (af lat: uva, drue – da: druehinde) er en samlebetegnelse for de pigmenterede dele af øjet: regnbuehinden (iris), strålelegemet (corpus ciliare) og årehinden (choroidea).